# 田熊石畑遺跡
田熊石畑遺跡（たぐまいしはたけいせき）は、福岡県宗像市田熊にある、弥生時代前期後半～中期前半の集落跡、および古墳時代～中世にかけての複合遺跡である。2010年（平成22年）2月22日に国の史跡に指定され、2017年（平成29年）2月9日に追加指定が行われた。出土品は国の重要文化財に指定されている。

## 概要と調査経緯
宗像市内を流れる釣川の中流左岸、標高12メートルほどの台地上に位置する。1933年（昭和8年）、当時この地にあった福岡県立宗像高等女学校（現・福岡県立高等学校）の教諭・田中幸夫が遺跡を発見し、同年の『考古学』誌（東京考古学会）に報告している。この地は戦後に宗像高等女学校が移転したのち宗像市立中央中学校の校地となっていたが、のちに中学校も移転し、その後は長年にわたり市街地内にありながら空き地となっていた。
2008年に至って、旧学校用地である民有地の発掘調査が実施され、全容が明らかとなった。古墳時代の建物跡や中世の溝や井戸の遺構もあるが、中心になるのは弥生時代前期後半から中期の遺構である。
もっとも注目されるのは調査区南西端の墓域で、弥生中期前半の9基の墳墓が確認され、うち6基が発掘された。発掘された6基の墓のすべてから1口以上の武器型青銅器（銅剣、銅矛、銅戈）が出土し、計15口に及ぶ。

## 遺構・出土品
墓域は南北14メートル、東西8メートル、面積112平方メートルで、ここに9基の墓壙がある。発掘調査された6基の埋葬施設はいずれも木棺で、1・2・3・4号墓は床面の痕跡から割竹形木棺（刳抜式木棺）とみられ、6・7号墓については痕跡が明確でないが、割竹形木棺の可能性が高い。検出のみで未発掘の3基のうち、5号墓には組合式木棺（木材を井桁に組んだもの）の痕跡が明瞭に残る。他の2基（8・9号墓）の棺については未詳である。
発掘済みの6基の出土品は以下のとおりである。
- 1号墓 - 細形銅剣1、中細形銅剣3、細形銅戈1、ヒスイ製垂飾2、碧玉製管玉19
- 2号墓 - 細形銅剣1、細形銅矛2、細形銅戈1、碧玉製管玉8
- 3号墓 - 細形銅剣1
- 4号墓 - 細形銅剣1、細形銅矛1、細形銅戈1、ヒスイ製勾玉2、碧玉製管玉133
- 6号墓 - 中細形銅剣1、ヒスイ製勾玉1、ガラス小玉1
- 7号墓 - 細形銅剣1、ヒスイ製勾玉1、碧玉製管玉48

以上の青銅器、石製装身具、ガラス玉は2014年に重要文化財に指定されている。以上のように、発掘済みの6基すべてから武器型青銅器が出土している。青銅器5口が出土した1号墓がもっとも厚葬で、中心的人物の墓とみられる。未発掘の5・8・9号墓についても金属探知機に反応があり、同様に武器型青銅器が副葬されている可能性が高い。
墓域以外の遺構としては以下のものがある。
調査区の北東には弥生前期後半の環濠跡があり、復元径は60メートルになる。建物跡は環濠内ではなく、調査区の南、墓域の東にあり、円形建物跡6棟が検出されている。検出のみで詳細は不明である。さらに調査区全面にわたって土壙・貯蔵穴170基が確認されている。その大部分は弥生中期のものである。

## 本遺跡の位置づけ
本遺跡の東側には、弥生前期前半の東郷登リ立遺跡がある。この遺跡の住人は、前期後半には台地上の田熊石畑遺跡に本拠を移し、中期前半には墳墓に青銅器を副葬することのできる有力者層が出現していたとみられる。このように、同一地域における共同体の成長の様子がうかがえる点で本遺跡は貴重である。
本遺跡では、北部九州に特徴的な甕棺墓はみられない。甕棺墓は、本遺跡の西方の古賀市域ではわずかにみられるが、古賀市内を流れる青柳川を境に、それ以東には甕棺墓はみられず、ここに文化圏の境界がみられる。本遺跡は甕棺墓ではない墳墓に多数の青銅器が副葬されている点でも注目される。出土した武器形青銅器は細形を主体としつつ中細形を交えており、山陰や瀬戸内西部との関連が想定される。出土土器も東の響灘方面と西の玄界灘方面の双方の特色がみられ、本遺跡が東西文化の接点に位置することがわかる。

## 現状
公園として整備され、2015年7月1日にオープンした。正式名称は「田熊石畑遺跡歴史公園」で、「いせきんぐ宗像」の愛称が付けられており、環濠や竪穴建物、貯蔵穴などが再現されている。